# Cantón de Essoyes
El cantón de Essoyes era una división administrativa francesa, que estaba situada en el departamento de Aube y la región de Champaña-Ardenas.

## Composición
El cantón estaba formado por veintiún comunas:
- Bertignolles
- Beurey
- Buxières-sur-Arce
- Chacenay
- Chervey
- Cunfin
- Éguilly-sous-Bois
- Essoyes
- Fontette
- Landreville
- Loches-sur-Ource
- Longpré-le-Sec
- Magnant
- Montmartin-le-Haut
- Noé-les-Mallets
- Puits-et-Nuisement
- Saint-Usage
- Thieffrain
- Verpillières-sur-Ource
- Vitry-le-Croisé
- Viviers-sur-Artaut

## Supresión del cantón de Essoyes
En aplicación del Decreto nº 2014-216 de 21 de febrero de 2014, el cantón de Essoyes fue suprimido el 22 de marzo de 2015 y sus 21 comunas pasaron a formar parte; diecisiete del nuevo cantón de Bar-sur-Seine y cuatro del nuevo cantón de Vendeuvre-sur-Barse.